# Juan Alonso Pérez de Guzmán (1502-1558)
Juan Alonso Pérez de Guzmán (24 de marzo de 1502-26 de noviembre de 1558), XI señor de Sanlúcar de Barrameda, VIII conde de Niebla, VI duque de Medina Sidonia y IV marqués de Cazaza en África. Fue un noble  y militar español perteneciente a la casa de Medina Sidonia. 

## Biografía
Hijo de Juan Alonso Pérez de Guzmán, III duque de Medina Sidonia y de Leonor de Guzmán y Zúñiga (m. 1515). Con la aprobación de Carlos I de España, sucedió en la jefatura de la casa a su hermano Alonso, declarado "mentecato e impotente".
Casó con su cuñada Ana de Aragón y Gurrea (hija del arzobispo de Zaragoza Alfonso de Aragón y nieta de Fernando el Católico), tras la anulación del matrimonio con su hermano. El hijo de ambos, Juan Claros, IX conde de Niebla, casó en 1541 con Leonor de Sotomayor y Zúñiga, hija del V conde de Belalcázar y la II marquesa de Ayamonte, matrimonio del que nació Alonso, que sucedió a su abuelo como VII duque de Medina Sidonia, pues su padre murió antes que el VI duque.  
| Predecesor: Alonso Pérez de Guzmán | Duque de Medina Sidonia 1518-1558 | Sucesor: Alonso Pérez de Guzmán el Bueno |

- Datos: Q6298807